# Ecnomus buntak
Ecnomus buntak är en nattsländeart som beskrevs av Cartwright 1992. Ecnomus buntak ingår i släktet Ecnomus och familjen trattnattsländor. Inga underarter finns listade i Catalogue of Life.